# Райківці
Ра́йківці — село в Україні, у Гвардійській сільській територіальній громаді Хмельницького району Хмельницької області. Населення становить 1476 осіб.

## Літопис
Райківці належали до пол. XVII ст до Гербуртів, пізніше до Калиновських гербу Калинова, ще пізніше до Тадеуша Грабянки. Певний час Райківці, під заставу належали Онуфрію Морському, а в 1781 знову Грабянці. Від Грабянок Райківці перейшли до Мстислава Скібневського (1834—1902) разом з Андрійківцями, Розсоша і Вовківцями. 
Райківецький замок відомий тим, що Маріанна з Калиновських Грабянка сама оборонялася в ньому проти татар. 
В 1775 році в Райківцях у Тадеуша Грабянки гостювали граф Каліостро і берлінський масон Бруморе (Людвік Йозеф Філіберт де Морво). Проживали вони в Райківецькому замку і там весь час проводили алхімічні досліди, кінцевою метою яких було золото (Др. Антоні Роллє). 
У Райківцях був оборонний замок. Один з останніх володарів Райковець, наслухавшись оповідок про алхімічні спроби, наказав зрівняти замок з землею, від нього залишилось лише кілька старих дерев.
1887 року в Райківцях було 138 будинків і 891 мешканців. Церква побудована 1772 р. — мала 827 прихожан.

## Особистості
- У Райківцях народився Тадеуш Грабянка.
- У Райківцях народився Митрополит Вінницький і Барський ПЦУ Симеон (Шостацький).
- У Райківцях народився Благун Микола Григорович — український радянський і компартійний діяч, депутат Верховної Ради УРСР 3—6-го скликань. Член Ревізійної Комісії КПУ в 1952—1956 і 1960—1966 роках. Член ЦК КПУ в 1956—1960 р.

## Проблеми села
У селі розміщена виправна колонія РВК-78. Останнього часу на її території розвинулося надзвичайно шкідливе виробництво: пінопласт,  переплавлення пет-пляшок. Це все убиває навколишню природу, калічить людей. Під загрозою зникнення одне із тюльпанових дерев, занесених у Червону книгу України.

## Галерея

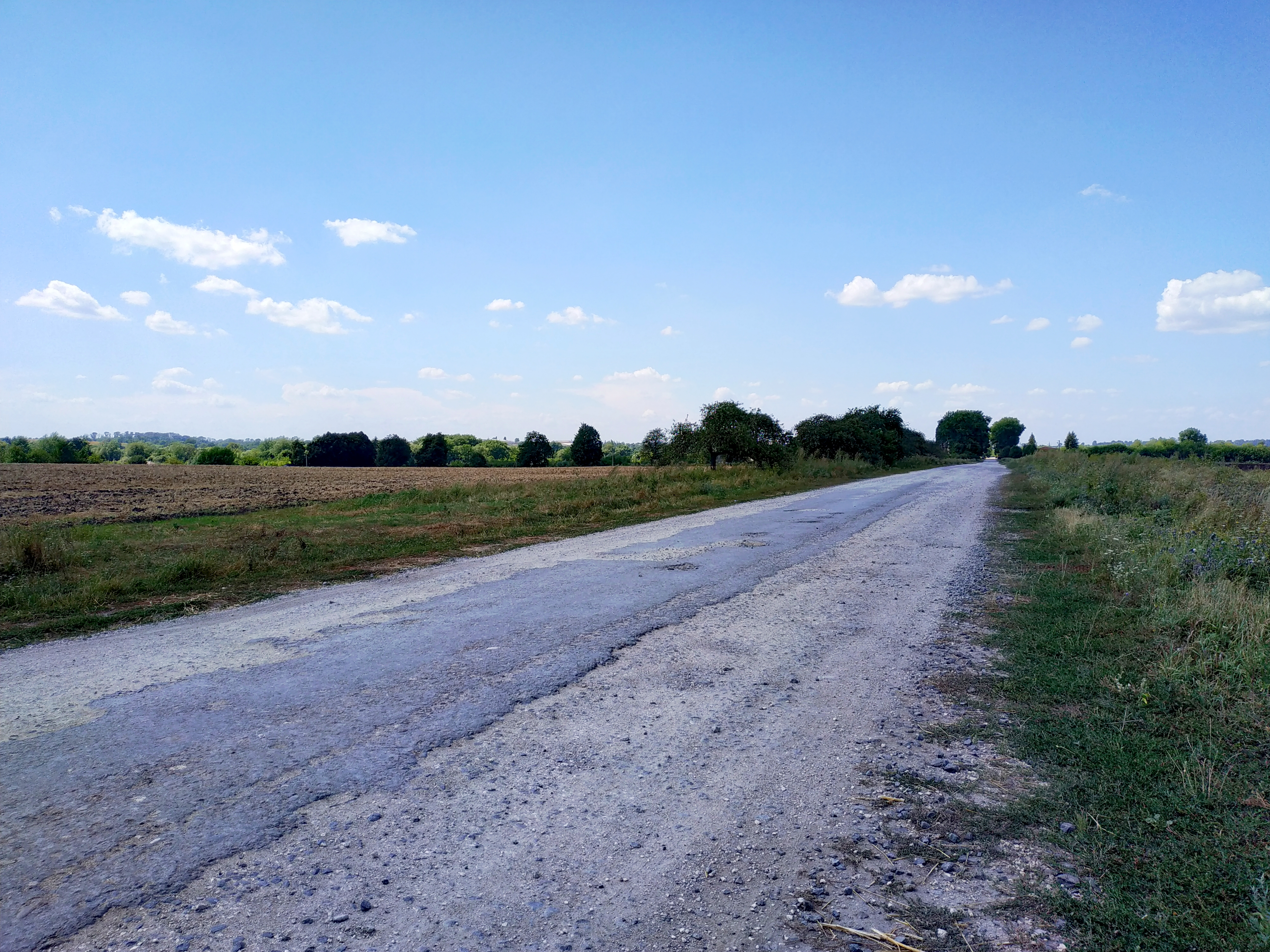
Дорога на Райківці
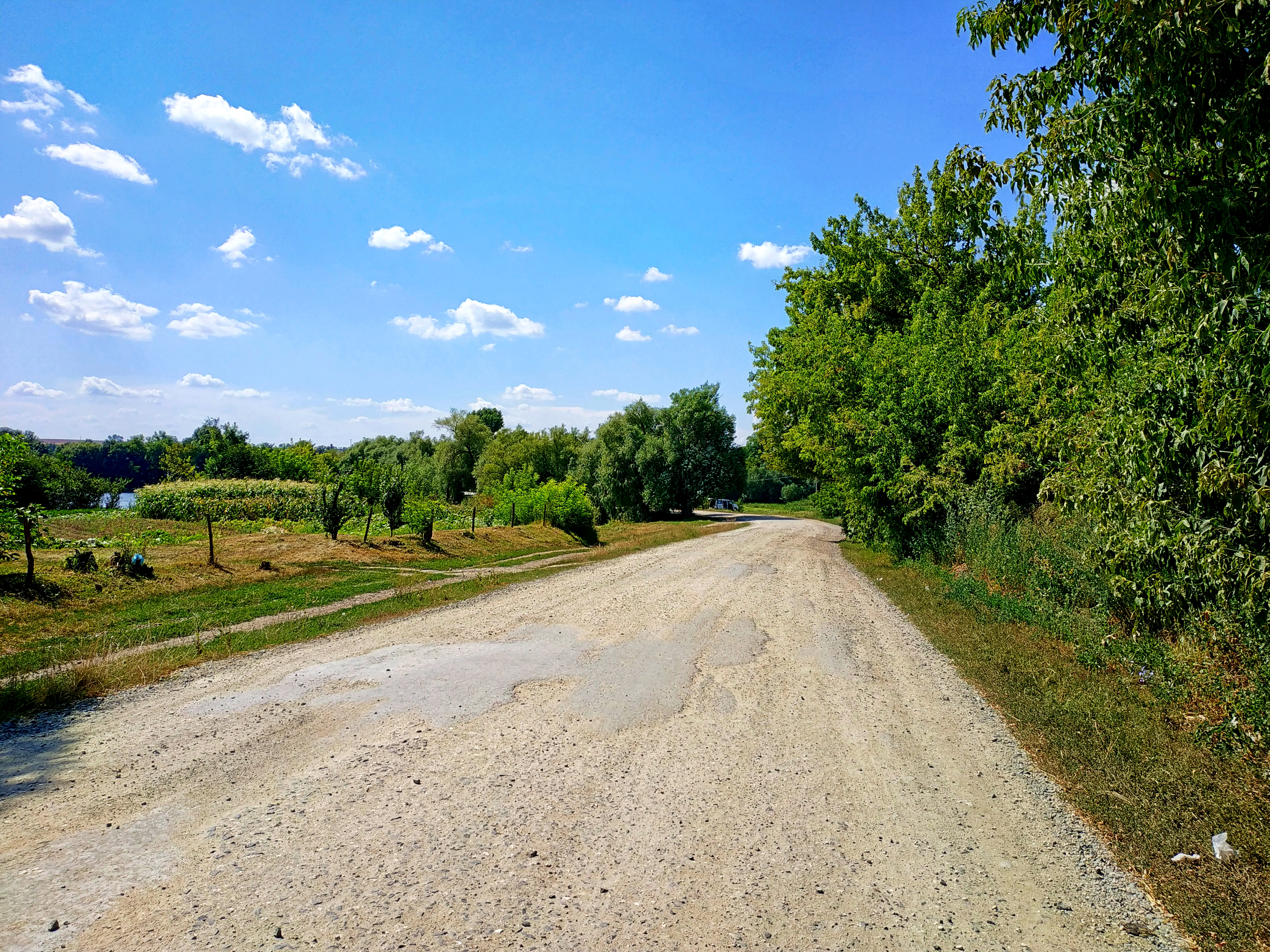
Дорога на Райківці
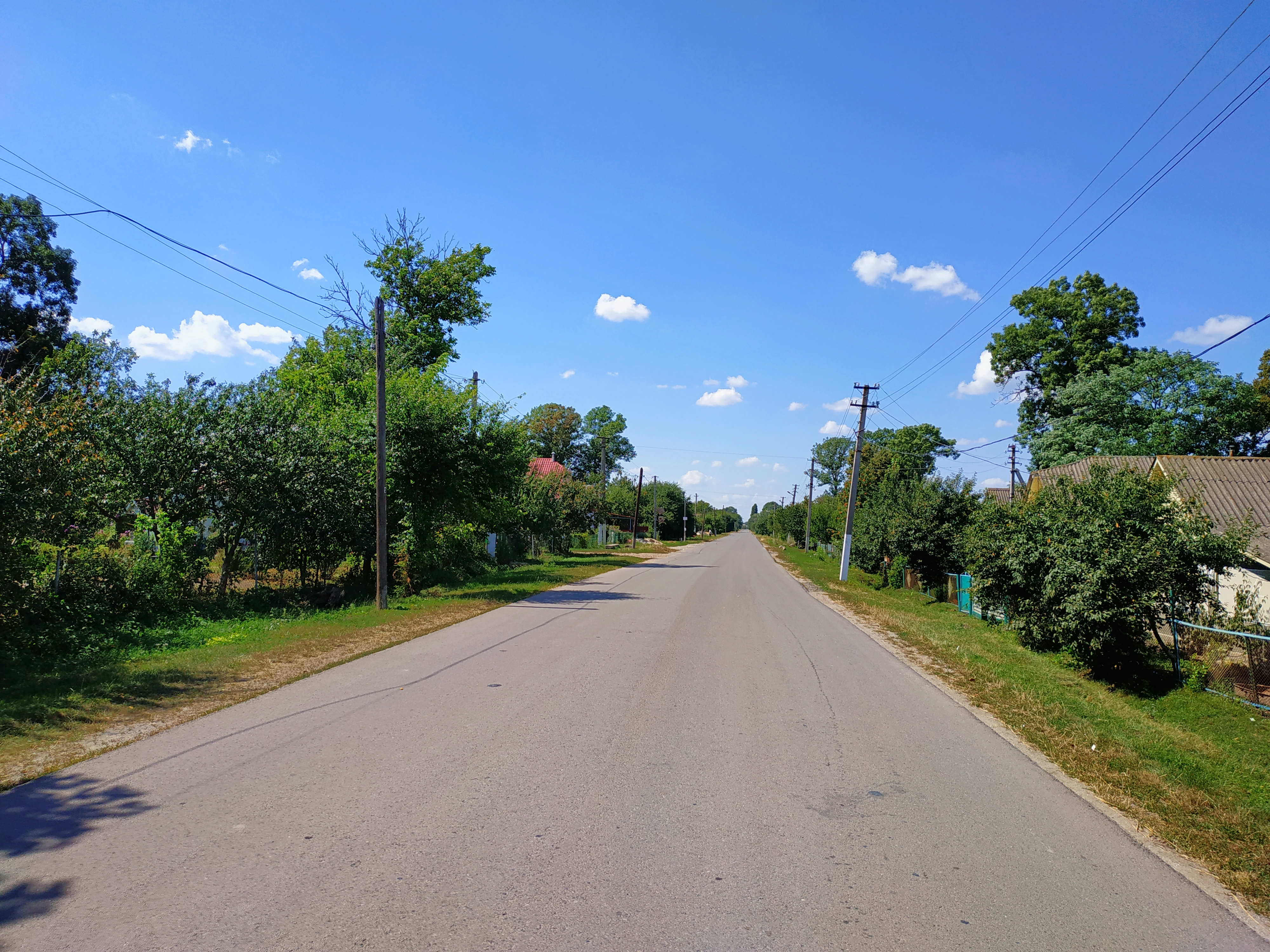
Вулиця Подільська
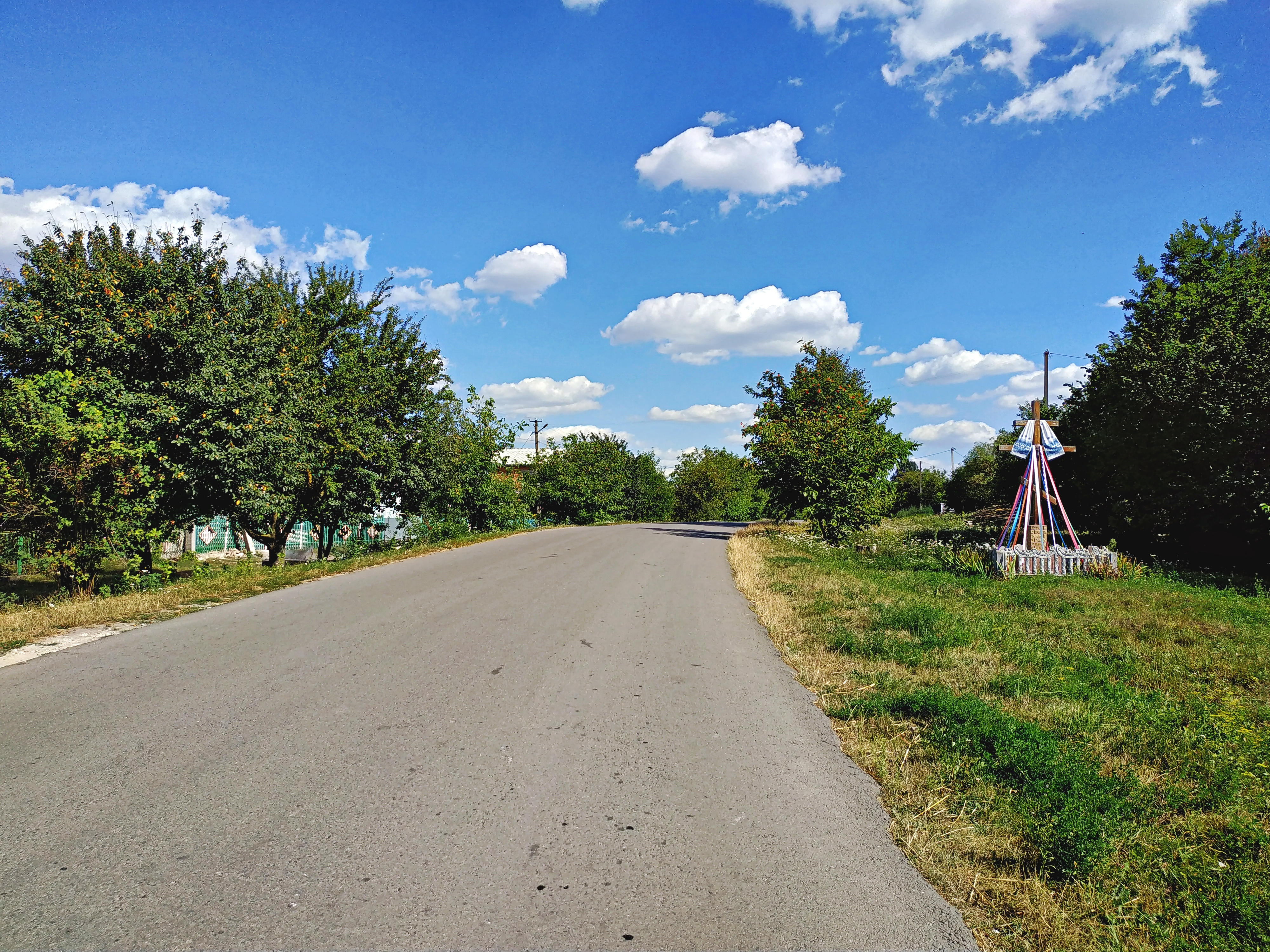
Хрест на сході села
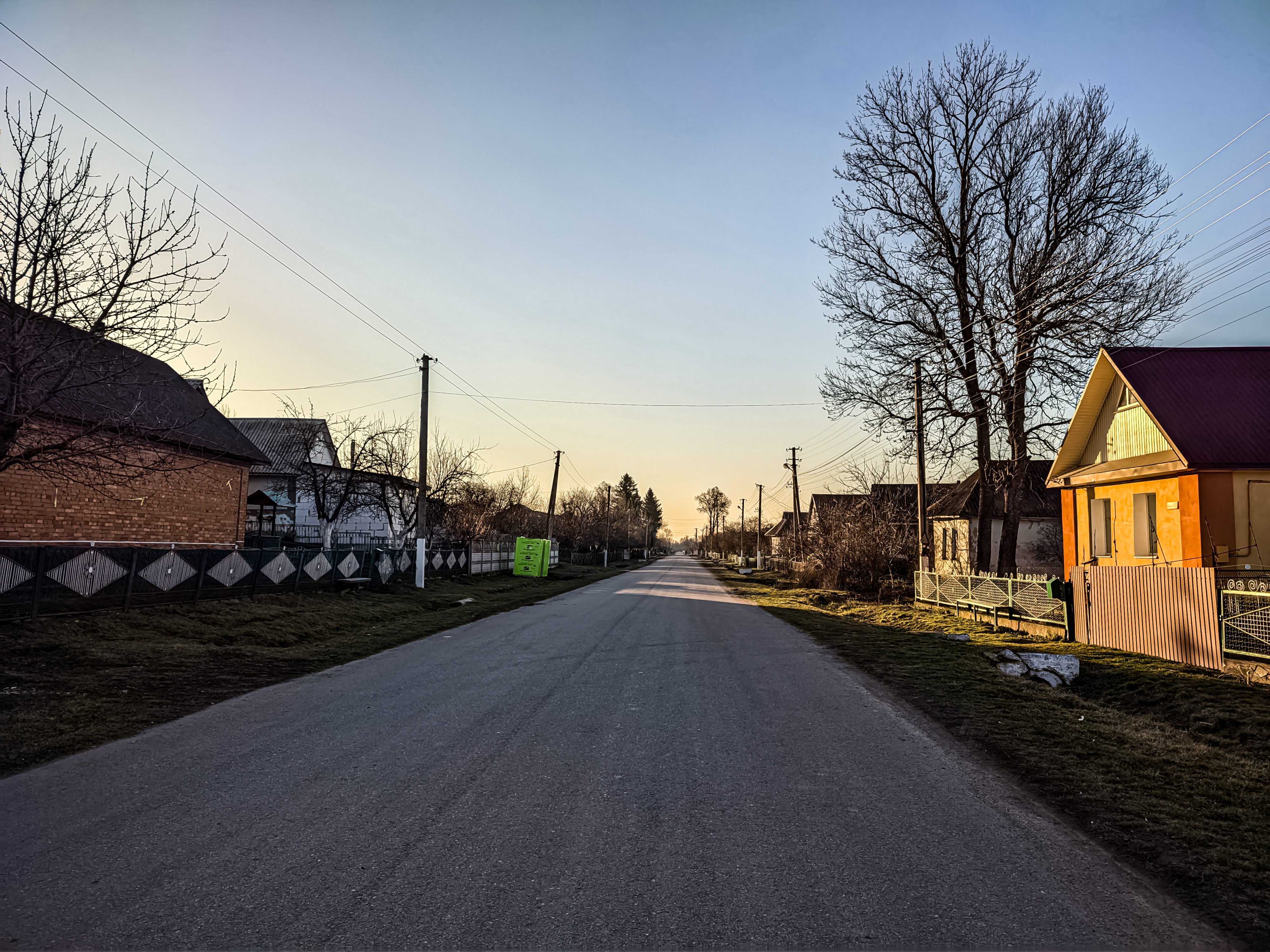
Вулиця Подільська в центрі села
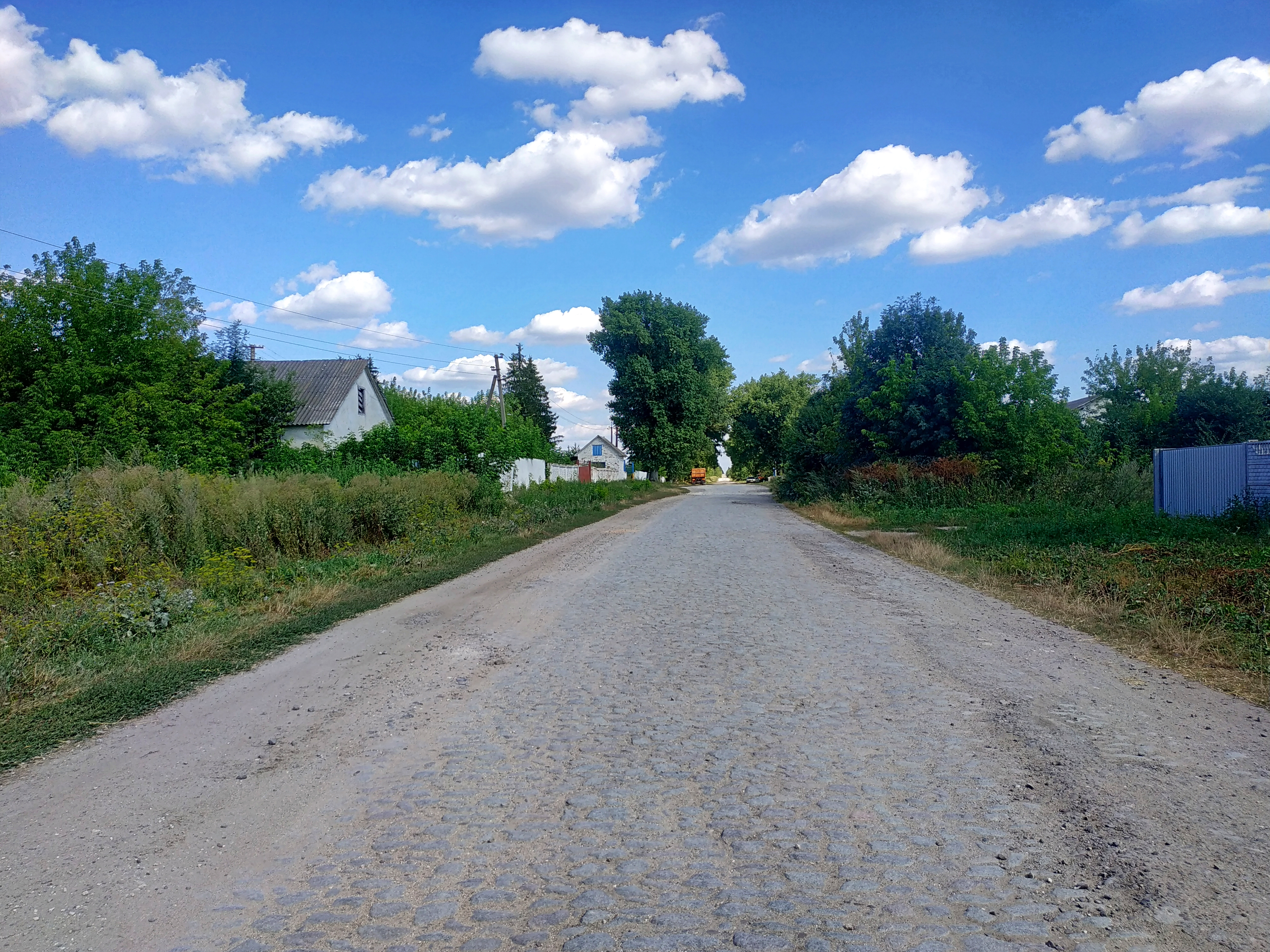
Бруківка на західній околиці Райківців
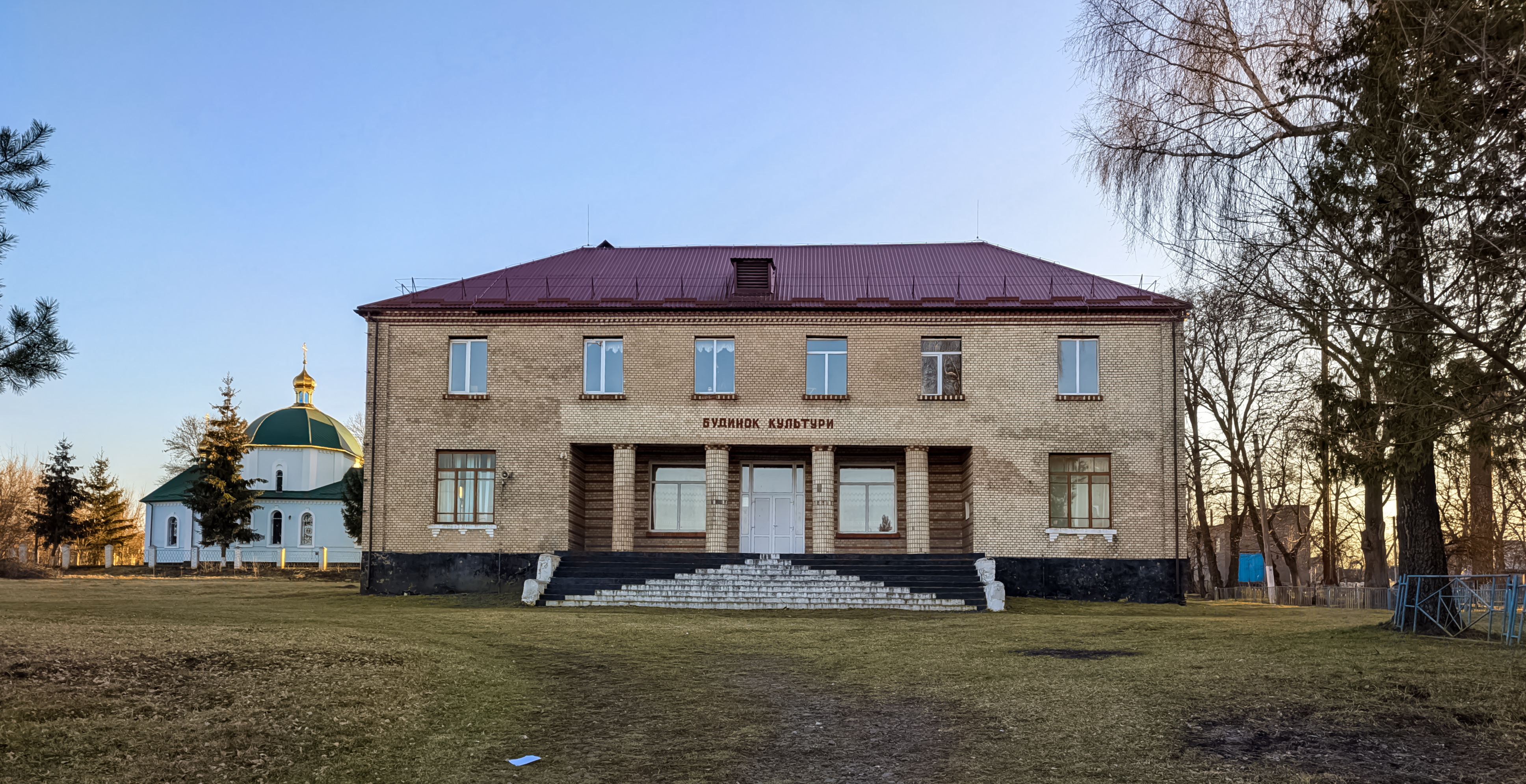
Будинок культури
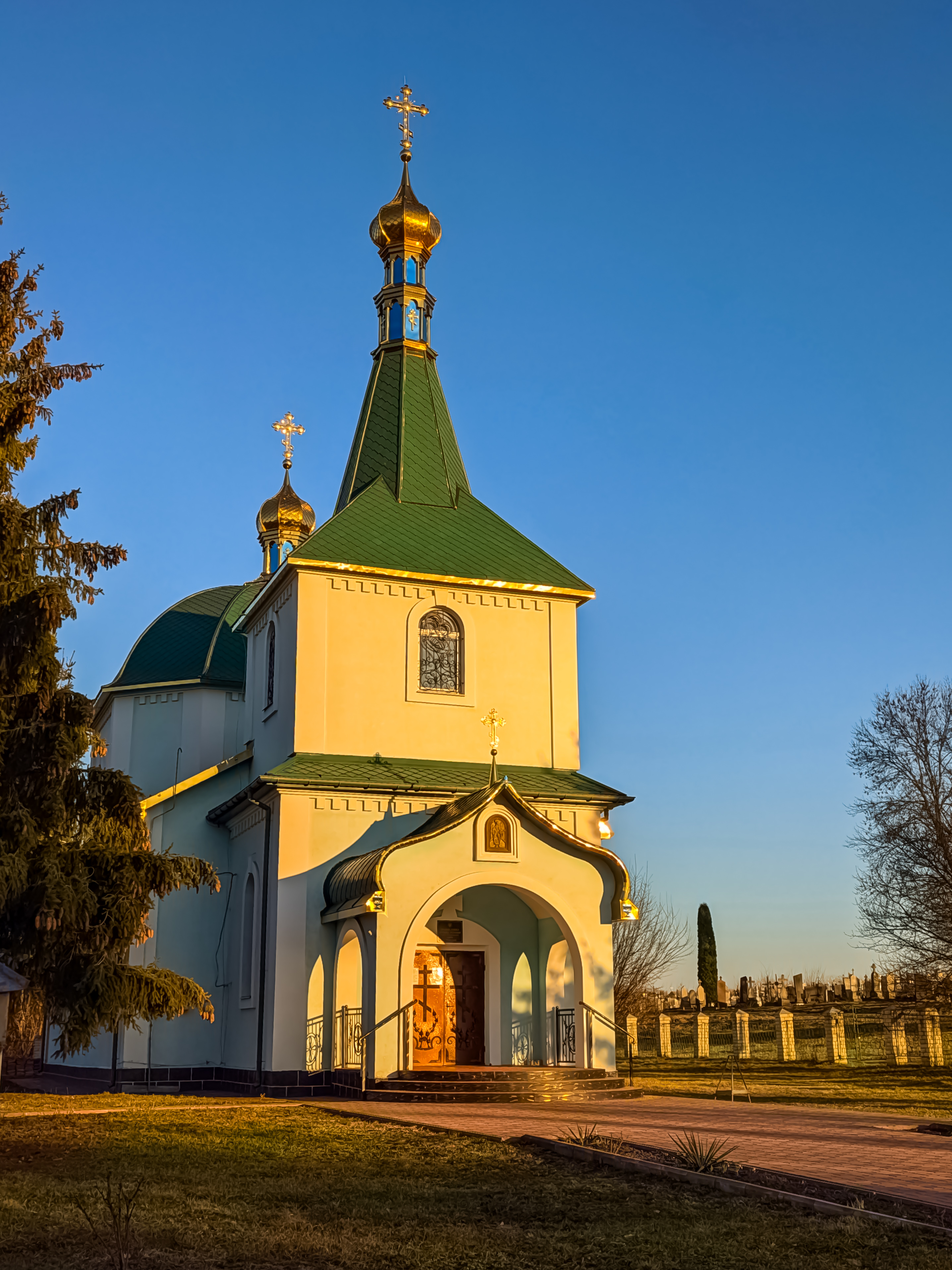
Свято-Михайлівський храм
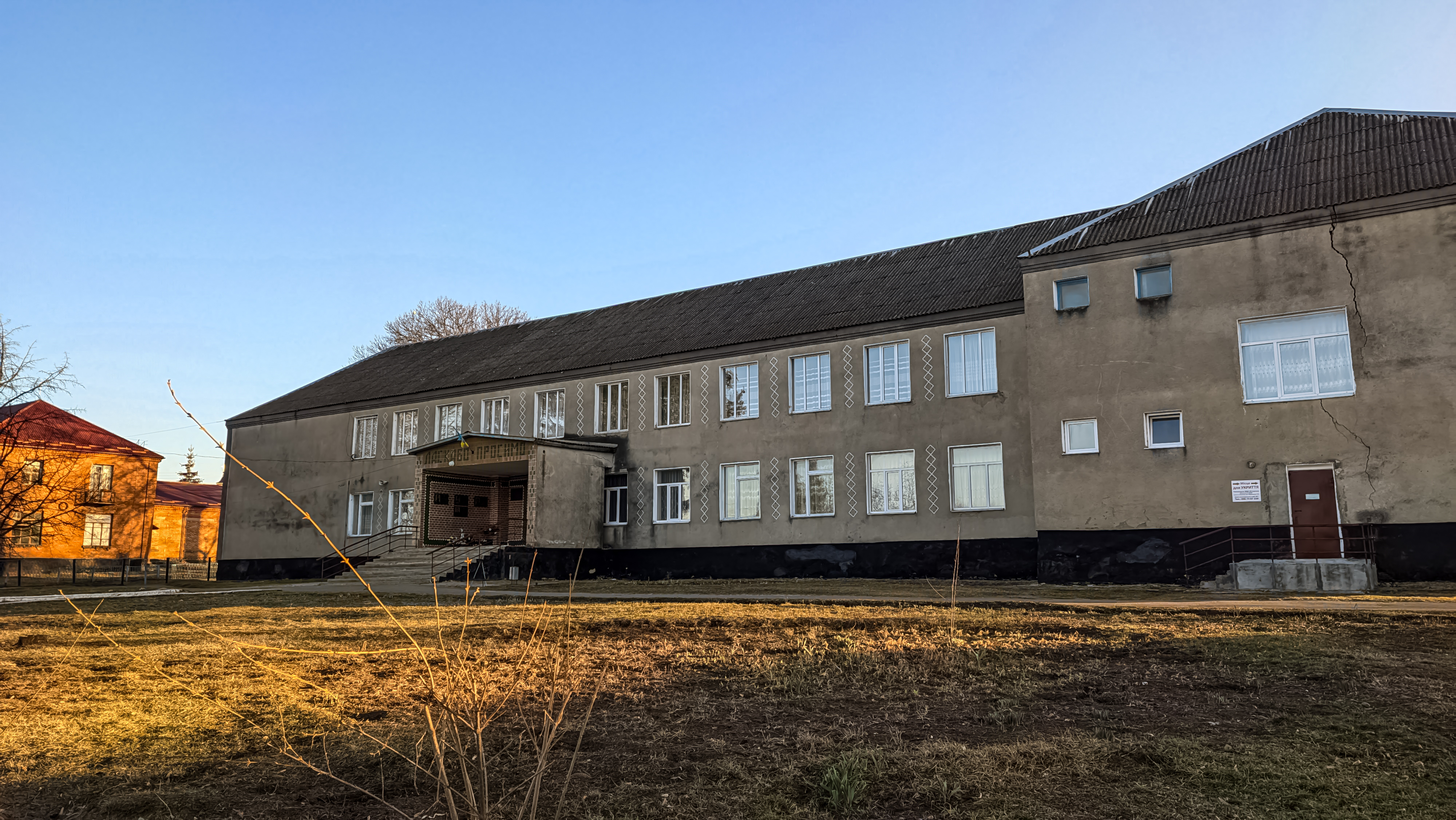
Школа
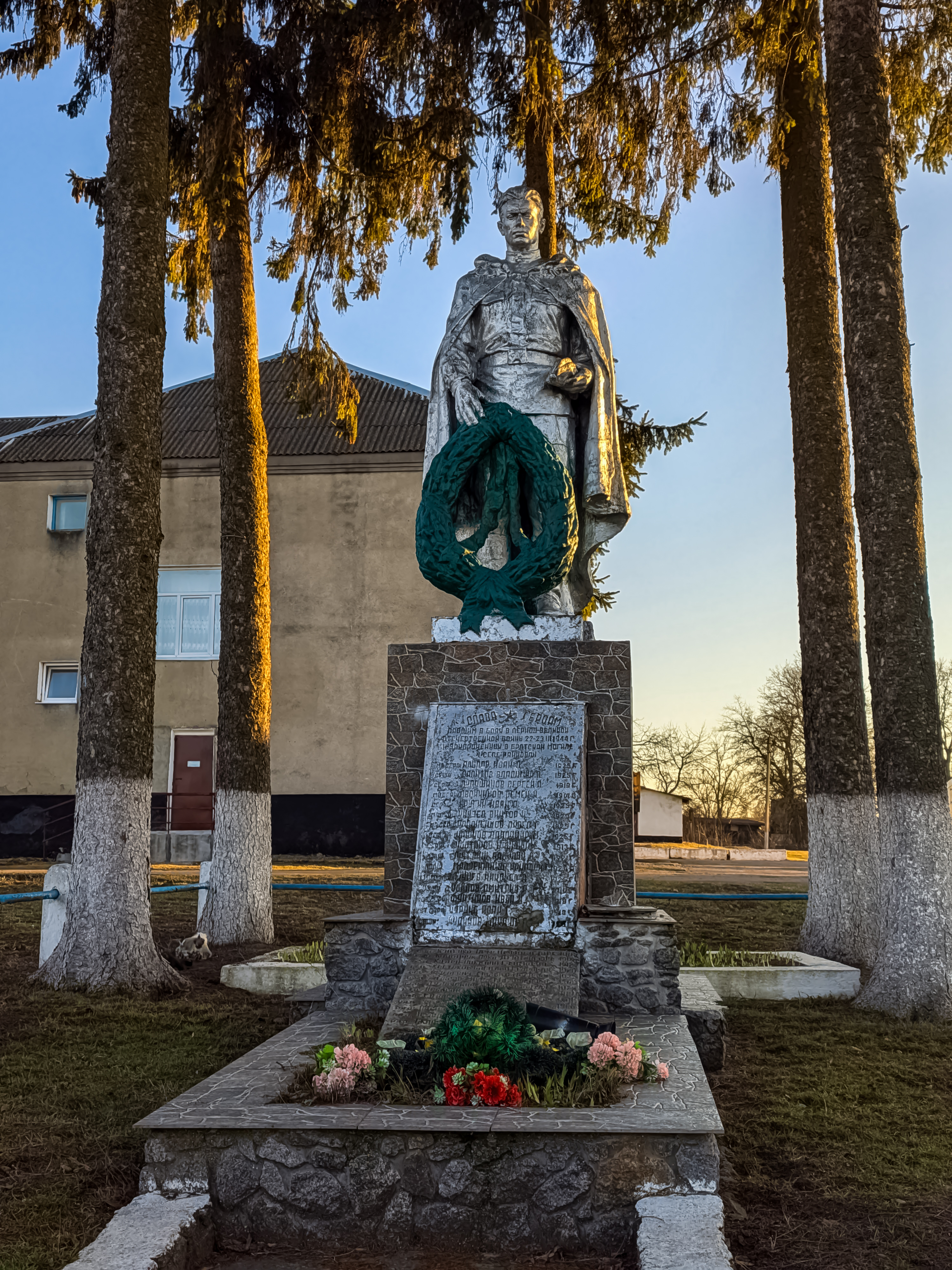
Братська могила радянських воїнів
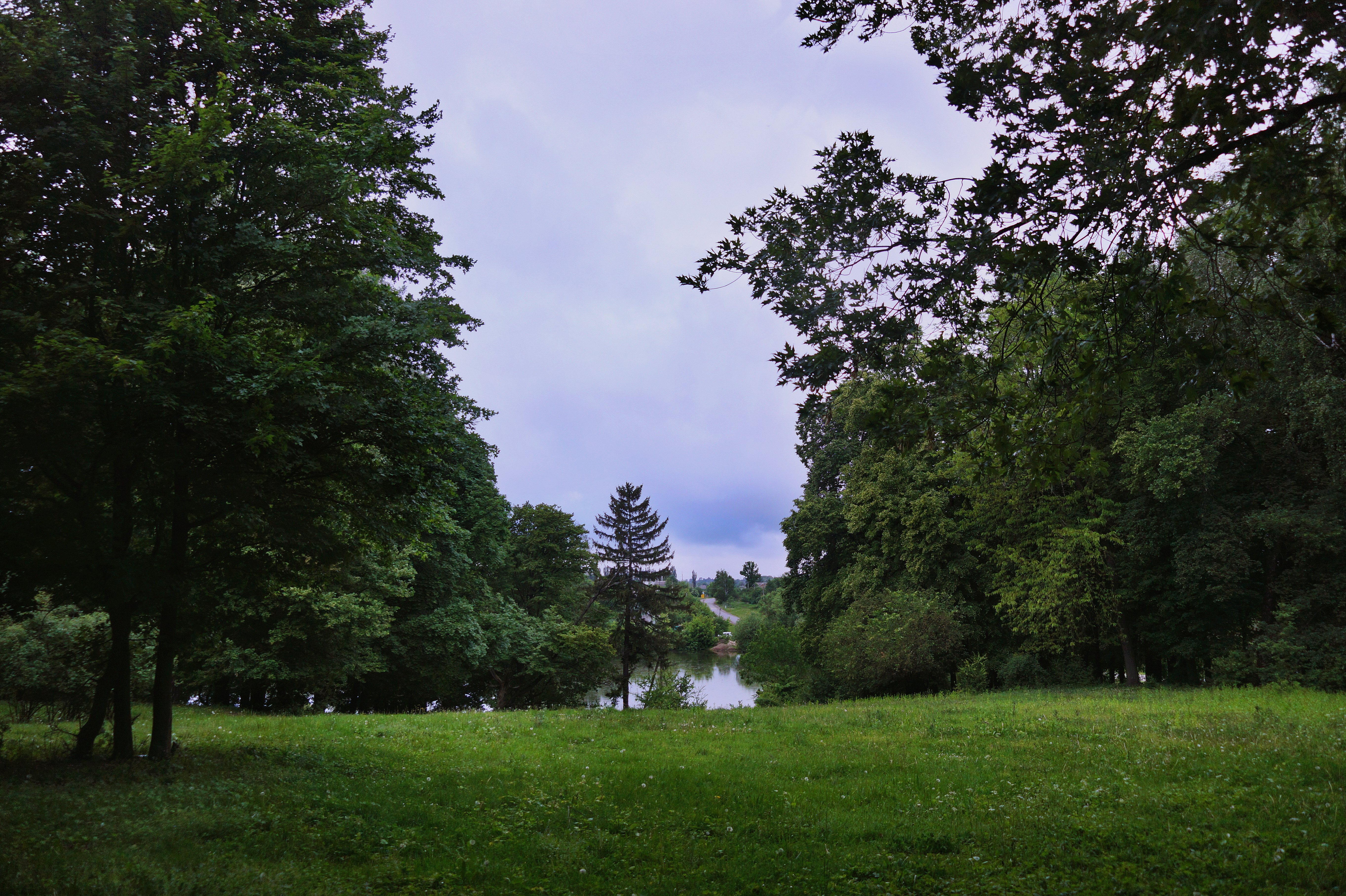
Райковецький парк
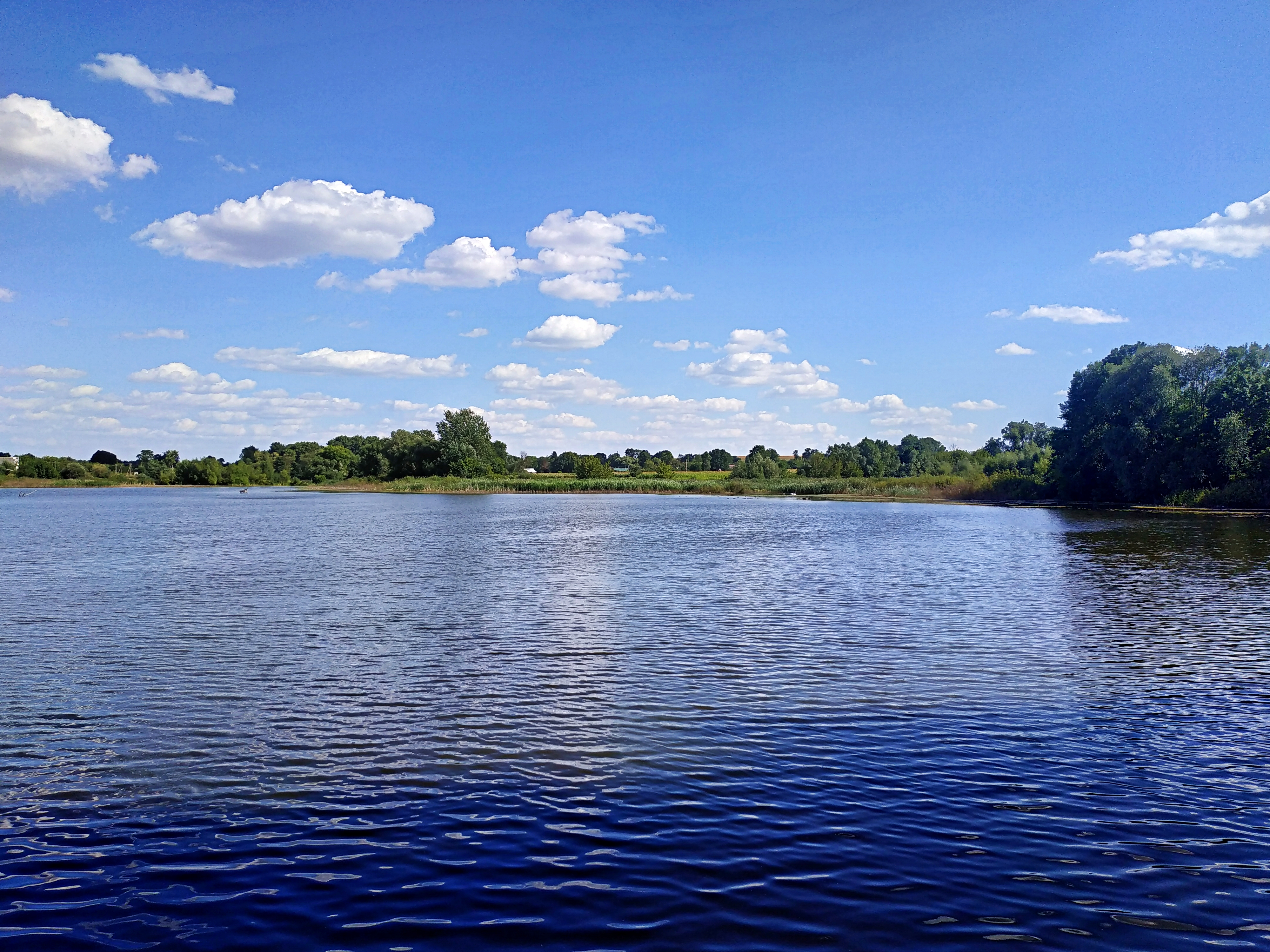
Озеро
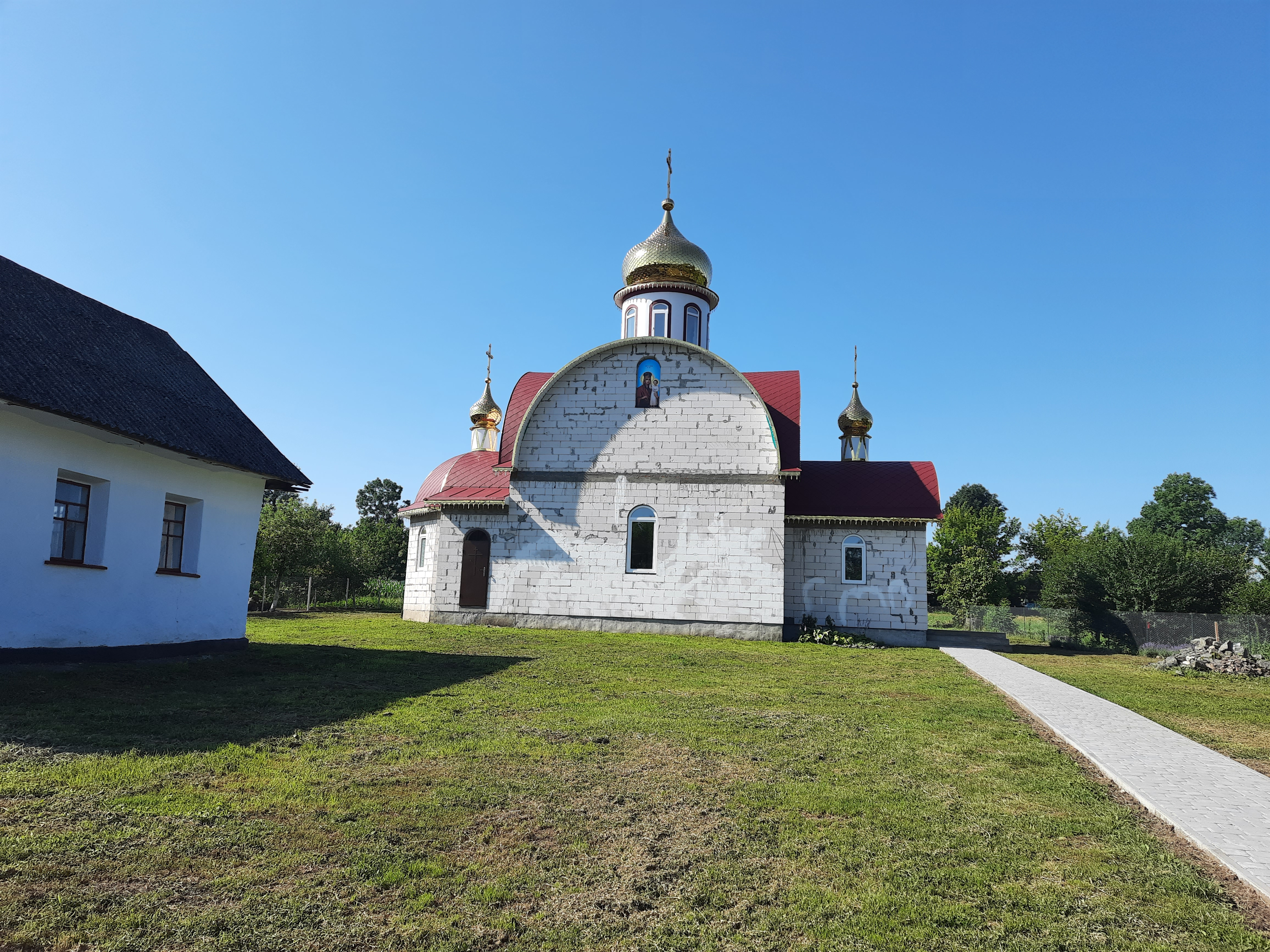
Церква Ікони Божої Матері «Призри на смирення»
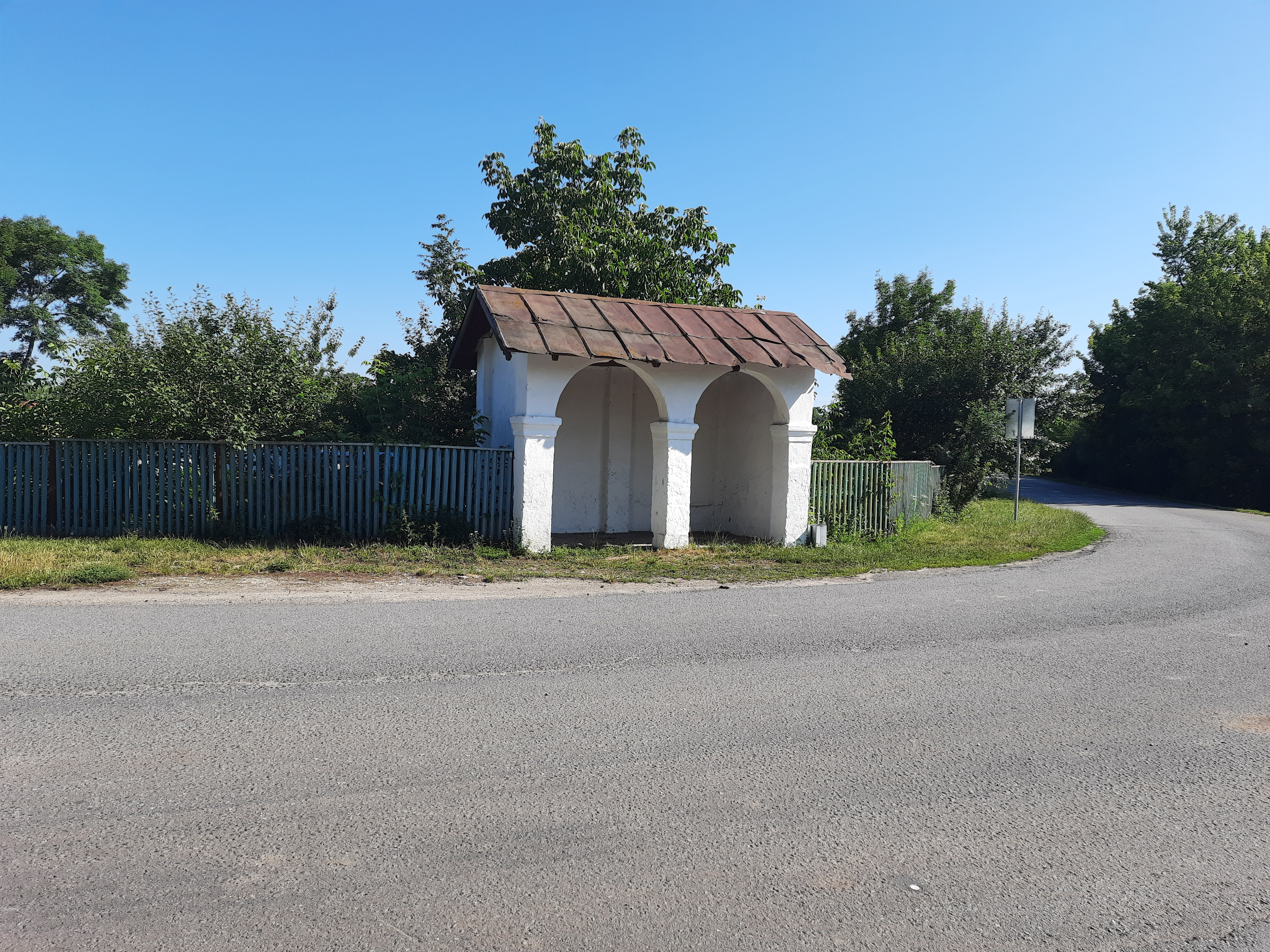
Автобусна зупинка
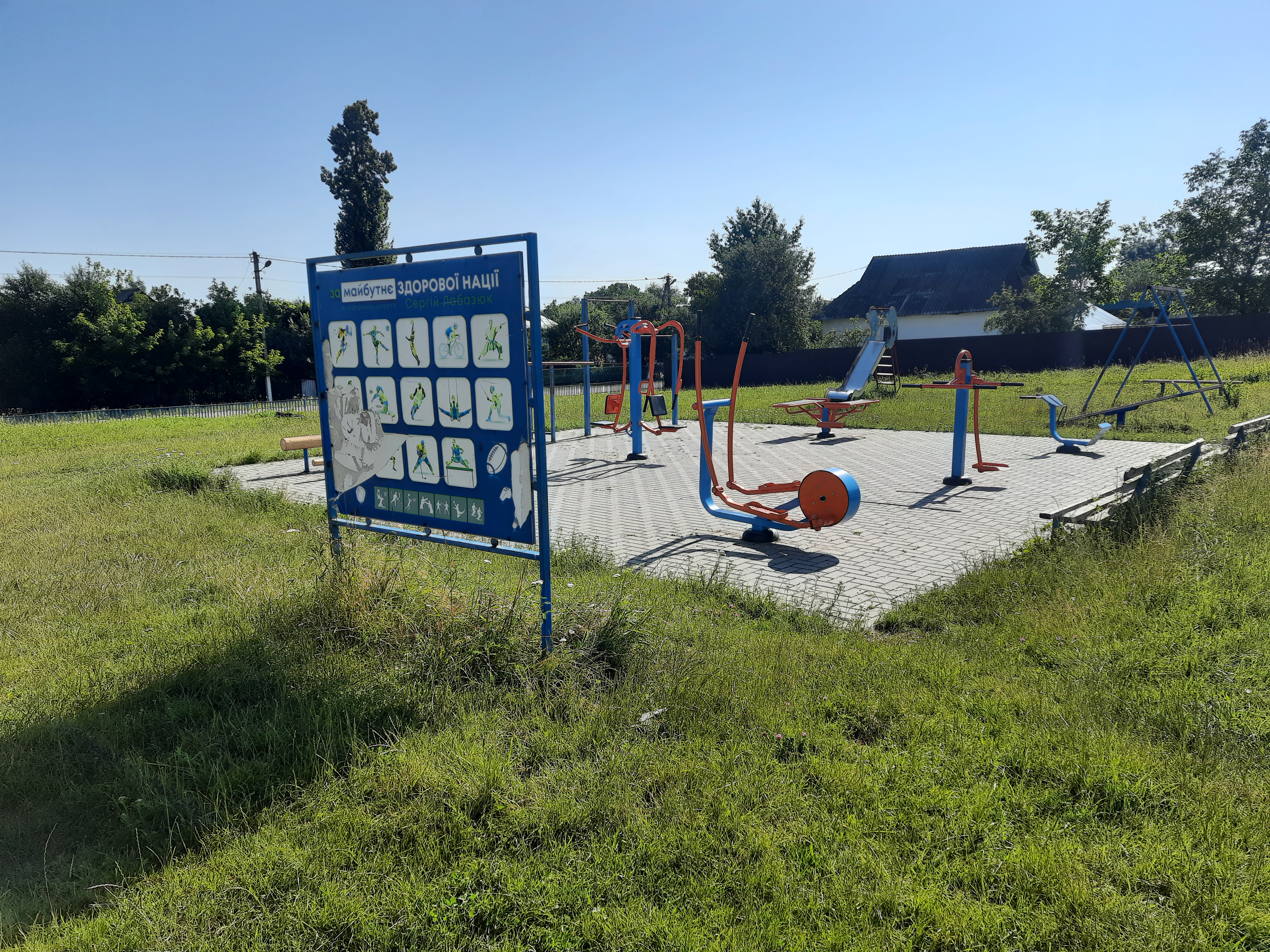
Тренажерний майданчик